# Дама із Осера

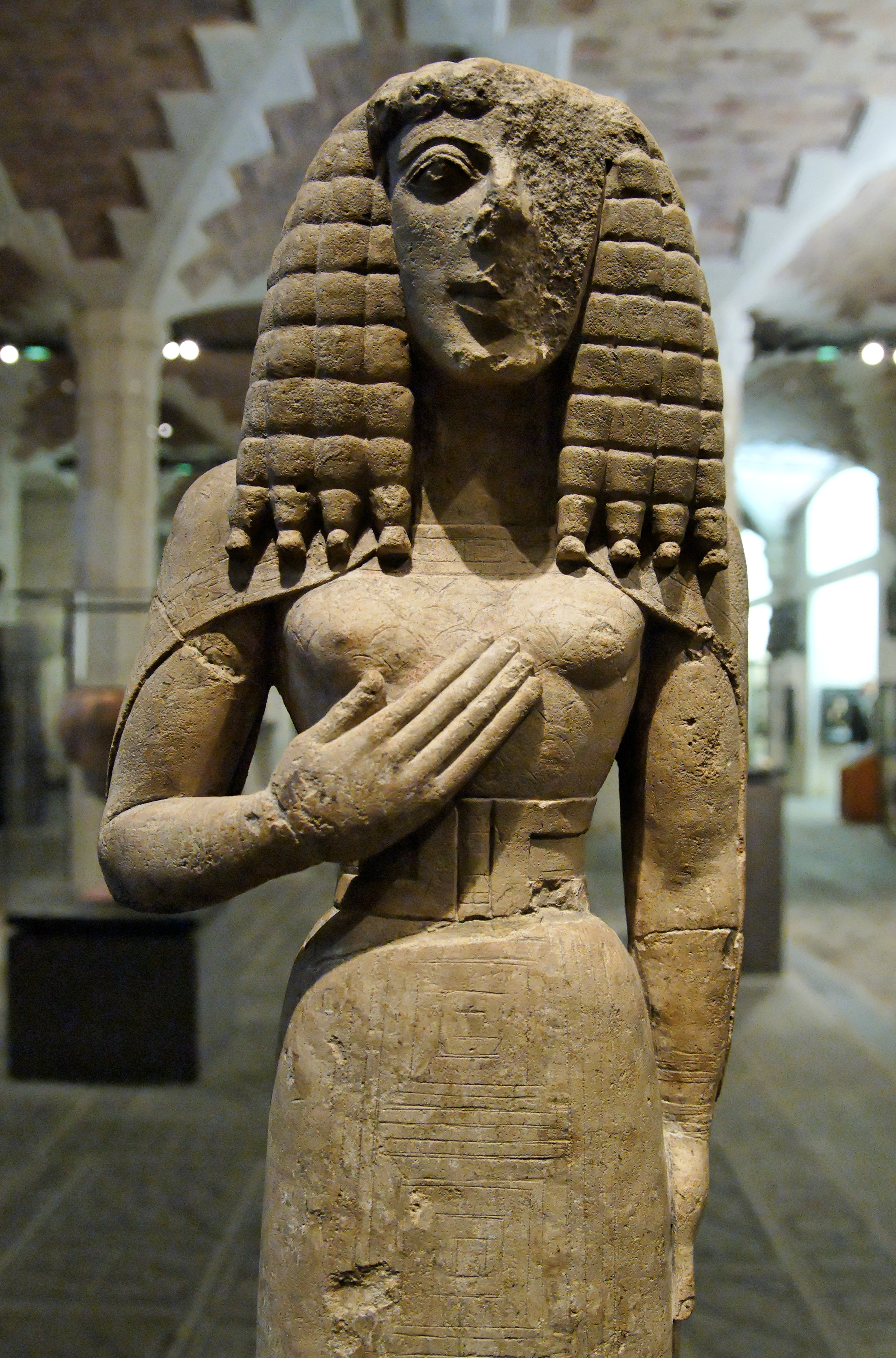
Дама із Осера

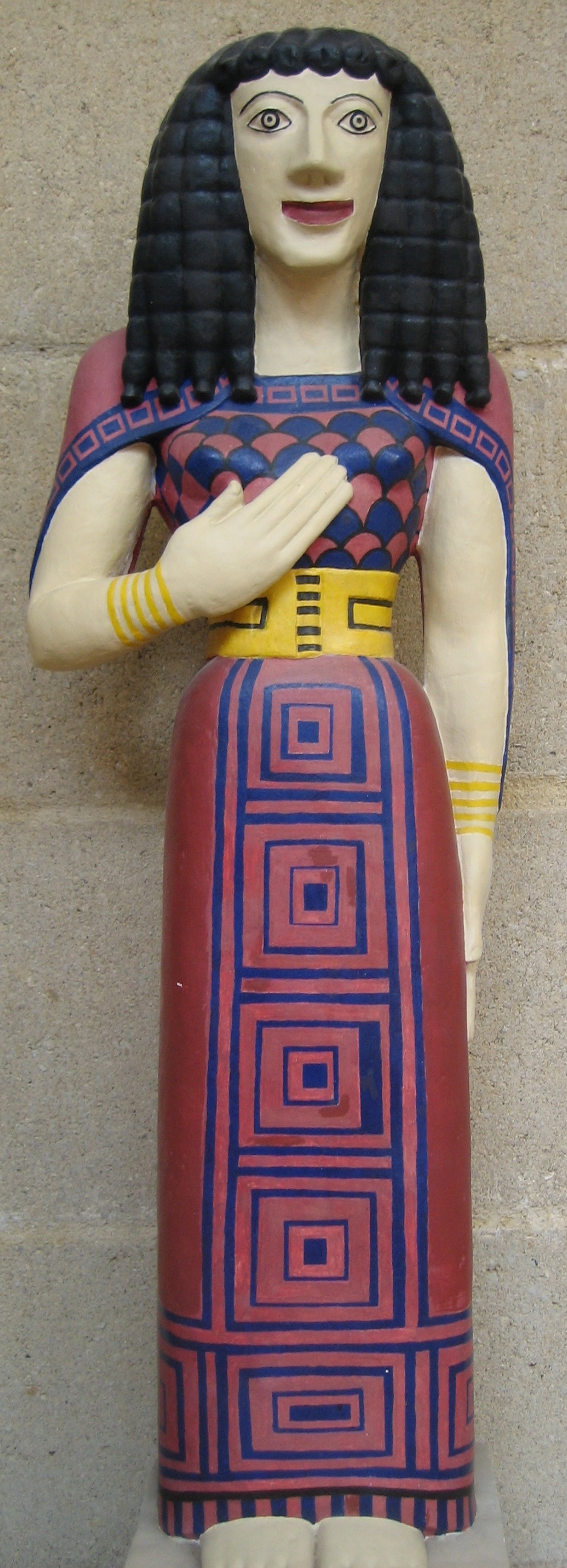
Поліхромна реконструкція, виконана науковцями Кембриджського університету

Дама із Осера (англ. Lady of Auxerre), також Кора із Осера (англ. Kore of Auxerre) — умовна назва давньогрецької скульптури, знайденої 1907 року співробітником Лувра в підвалі музею в Осері. Датована близько 650 — 625 роками до н. е. Нині експонується в Луврі.

## Характеристика
Дама із Осера являє собою архаїчну кору, імовірно вотивну, створену із вапняка. Оскільки зображена в пластиці жінка тримає праву руку на грудях, існує припущення, що скульптура зображує саму богиню Персефону. На вустах богині грає, так звана, архаїчна усмішка. Надзвичайно тонка талія споріднєю її із типом Малої та Великої Богині зі зміями. Проте відмінною рисою останніх двох є те, що за суто мінойською традицією груди зображені оголеними. Крім того в зачісці Дами із Осера відчувається вплив єгипетських скульптур. Подібно до інших давньогрецьких скульпутр, Дама із Осера була поліхромною.
Археологічні знахідки 1990-х років поблизу античної Елевтерни в сучасному номі Ретимно на острові Крит, дозволили більш точно датувати скульптуру та встановити місце її походження. Імовірно, скульптуру створили в самій Елевтерні або ж Гортині — на це вказують дуже схожі різьблення по слоновій кістці та фалічні символи, знайдені грецькими археологами під керівництвом професора археології та директора Музею кікладського мистецтва Ніколаоса Стамболідіса.